# Walden Stubbs
Walden Stubbs – wieś w Anglii, w hrabstwie North Yorkshire, w dystrykcie (unitary authority) North Yorkshire. Leży 36 km na południe od miasta York i 248 km na północ od Londynu.